# 射和村
射和村（いざわむら）は三重県飯南郡にあった村。現在の松阪市の北東部、櫛田川の下流左岸、伊勢自動車道と紀勢本線の間の区域にあたる。
かつては、飯野郡乳熊郷に属しており、神領の一部であった。
地名の由来は、天照大神の随身であり、伊佐和神社の祭神となっている伊射波登美命とされている。

## 地理
- 河川：櫛田川、孫川

## 歴史
- 1868年（明治元年）- 鳥羽藩の統治となる。
- 1871年（明治4年）- 度会県の統治となる。
- 1889年（明治22年）4月1日 - 町村制の施行により、飯野郡射和村・御麻生薗村・庄村・阿波曽村の区域をもって射和村が発足。
- 1896年（明治29年）4月1日 - 所属郡が飯南郡に変更。
- 1908年（明治41年）4月1日 - 神山村の一部（大字中万・上蛸路・下蛸路・八太）を編入。
- 1955年（昭和30年）4月1日 - 町村合併法を受けて松阪市に編入。同日射和村廃止。当時の村長は松原米蔵で、議長は出口七右衛門であった。

## 地域

### 教育
- 射和村立射和小学校

## 交通

### 鉄道路線
- 三重交通
  - 松阪線：蛸路駅 - 下蛸路駅 - 中万駅 - 射和駅 - 阿波曽駅 - 庄駅 - 御麻生薗駅

上記のほか、日本国有鉄道の参宮線（現・紀勢本線）が通過したが、駅は所在しなかった。

### 道路
現在は旧村域を伊勢自動車道が通過するが、当時は未開通。